# Stipagrostis multinerva
Stipagrostis multinerva är en gräsart som beskrevs av Hildemar Wolfgang Scholz. Stipagrostis multinerva ingår i släktet Stipagrostis och familjen gräs. Inga underarter finns listade i Catalogue of Life.